# Gula havet

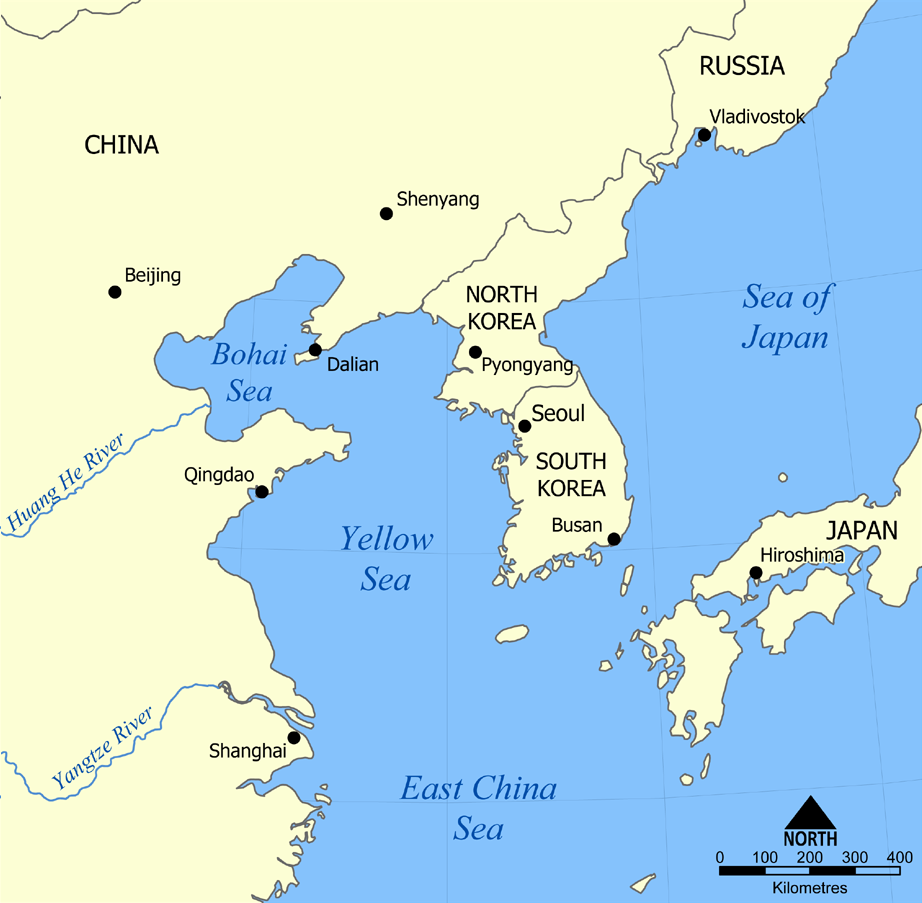

Gula havet (kallat Västhavet i Nordkorea och Sydkorea), är en vik av Östkinesiska havet och Stilla havet mellan Kina och Koreahalvön som har sitt tillflöde genom Gula floden (Huang-he). Floden har fått sitt namn av det slam den för med sig och som ger den dess gula färg. Gula havet i sin tur har fått sitt namn från Gula floden. Den nordligaste delen av viken kallas för Bohaihavet. Förutom Gula floden flyter även Hai He ut i viken. Koreabukten mellan kinesiska Liaodongprovinsen och Nordkorea hör också till Gula havet. 